# Ambush Bay (Antarktika)
Die Ambush Bay (englisch für Hinterhaltbucht, in Argentinien Bahía Carminatti, in Chile Bahía Alessandri) ist eine Bucht an der Nordküste der antarktischen Joinville-Insel. Sie liegt unmittelbar südöstlich des King Point und westlich des Dalrymple Point.
Ein 69 ha großes eisfreies Gebiet an der östlichen Küste der Bucht wird von BirdLife International als Important Bird Area (AQ061) ausgewiesen. Anlass dafür ist eine 1978 entdeckte Kolonie des Adeliepinguins. Auf der Basis von Satellitenfotos aus dem Jahr 2011 wurde die Anzahl der Brutpaare auf 17.600 geschätzt.
Der Falkland Islands Dependencies Survey kartierte sie im Jahr 1953. Die Bucht stellt eine Falle für Unvorsichtige dar, die ihre Untiefen nicht erkennen. Dieser Umstand verlieh ihr ihren Namen. Namensgeber der argentinischen Benennung ist Gualterio Carminatti, ein Schiffbauingenieur Schweizer Herkunft, der 38 Jahre in der argentinischen Marine diente und 1903 bei der Rettung der in Not geratenen Schwedischen Antarktisexpedition als leitender Maschinist auf der Korvette Uruguay tätig war. Chilenische Wissenschaftler benannten sie dagegen nach der Presidente Alessandri, einem chilenisch-norwegischen Fangschiff, das 1933 in antarktischen Gewässern operierte.